# إبراهيم خسار
إبراهيم‌ خسار هي قرية في مقاطعة بوكان، إيران. يقدر عدد سكانها بـ 165 نسمة بحسب إحصاء 2016.